# أبوسوم أحادي الخطوط
أبوسوم أحادي الخطوط (الاسم العلمي:Monodelphis unistriata)، هو نوع من الأبوسوم يتواجد في الأرجنتين والبرازيل.